# Tjøme (commune)
Tjøme est une ancienne kommune de Norvège. Elle était située dans le comté de Vestfold et a fusionné en 2018 avec Nøtterøy pour former la commune de Færder.

## Personnalité liée à la commune
- Olga Andersen (1886-1939), femme politique, membre du parti communiste norvégien y est née